# فاتوماتا ندياي
فاتوماتا ندياي (بالفرنسية: Fatoumata Ndiaye)‏ هي لاعبة كرة قدم مالية، ولدت في 27 مارس 1989.

## روابط خارجية
- فاتوماتا ندياي على موقع الاتحاد الدولي (مؤرشف)  (الإنجليزية)
- فاتوماتا ندياي على موقع الاتحاد الأوربي (الإنجليزية)
- فاتوماتا ندياي على موقع قاعدة بيانات كرة القدم.إي يو (الإنجليزية)
- فاتوماتا ندياي على موقع Soccerway.com (الإنجليزية)